# Super Mario Bros.: La pel·lícula
Super Mario Bros.: La pel·lícula (originalment en anglès, The Super Mario Bros. Movie) és una pel·lícula de comèdia d'aventures fantàstica animada per ordinador basada en la franquícia de videojocs Mario publicada per Nintendo, que també va coproduir la pel·lícula amb Illumination i la seva distribuïdora Universal Pictures. És la tercera adaptació cinematogràfica de la franquícia, després de la pel·lícula d'anime japonesa Super Mario Bros.: Peach-Hime Kyushutsu Dai Sakusen! (1986) i la pel·lícula d'imatge real estatunidenca Super Mario Bros. (1993). Dirigida per Aaron Horvath i Michael Jelenic (en el seu primer llargmetratge) a partir d'un guió de Matthew Fogel, la pel·lícula compta amb un repartiment coral en anglès format per Chris Pratt, Anya Taylor-Joy, Charlie Day, Jack Black, Keegan-Michael Key, Seth Rogen, Fred Armisen, Sebastian Maniscalco, Charles Martinet i Kevin Michael Richardson. S'ha doblat i subtitulat al català.
Després del fracàs crític i comercial de la pel·lícula de 1993, Nintendo es va mostrar reticent a llicenciar les seves propietats intel·lectuals per a adaptacions cinematogràfiques. El creador de Mario, Shigeru Miyamoto, es va interessar a desenvolupar una altra pel·lícula quan Nintendo va dur els seus jocs més antics al servei Virtual Console i, gràcies al treball de Nintendo amb Universal Parks & Resorts per crear Super Nintendo World, va conèixer el fundador d'Illumination, Chris Meledandri. El 2016, els dos estaven negociant una pel·lícula de Mario i el gener de 2018, Nintendo va anunciar que col·laboraria amb Illumination i Universal per produir-la. La producció es va posar en marxa el 2020 i el repartiment es va anunciar públicament el setembre del 2021. Un tràiler d'anunci de suspens i el primer tràiler oficial es van estrenar a la Nintendo Direct el 6 d'octubre de 2022 i el 29 de novembre de 2022, respectivament.
Es va estrenar als Estats Units el 5 d'abril de 2023 i al Japó, el 28 d'abril. Als Països Catalans també es va estranar el 5 d'abril. El dia de l'estrena fins a 31 cinemes a Catalunya van emetre la pel·lícula amb doblatge en català. Amb data de 30 de març, sis cinemes havien posat a la venda entrades per les sessions de la versió doblada al català. Una campanya digital va fer una crida per omplir les sales.

## Argument
Els germans Mario i Luigi acaben d'obrir el seu propi negoci de fontaneria a Brooklyn, Nova York, però comencen amb mal peu i el seu pare desaprova la decisió d'haver deixat una feina estable. Deprimits, veuen la seva oportunitat si aconsegueixen arreglar una fuita important a les clavegueres. Un cop són allà els germans són absorbits per una canonada i separats en el procés.
En Mario aterra al Regne dels Xampinyons, governat per la princesa Peach, mentre que en Luigi aterra al Regne de les Ombres, governat pel rei dels Koopas, en Bowser, qui vol casar-se amb la Peach i amenaça de destruir el Regne dels Xampinyons fent servir la superestrella si ella es nega. Bowser empresona en Luigi per fer xantatge a en Mario, a qui veu com una competència per l'amor de la Peach. Des del Regne dels Xampinyons, la princesa decideix anar al regne de la jungla juntament amb en Mario i en Toad per fer una aliança i poder derrotar en Bowser. El rei Cranky Kong accepta ajudar-los amb la condició que en Mario derroti el seu fill, en Donkey Kong, en una baralla. Després d'un començament inestable, en Mario aconsegueix derrotar-lo després d'esdevenir Mario Felí.
Mario, Peach, Toad i els Kongs usen karts per anar a la guerra, però el seu exèrcit és emboscat a la Sendera Arc del Cel. Quan un general Koopa destrueix part del camí, en Mario i en Donkey Kong cauen en picat a l'oceà i són devorats per una anguila, mentre que els altres Kongs són capturats. La Peach i en Toad tornen al Regne dels Xampinyons i insten els ciutadans a evacuar. Bowser arriba a bord del castell volador i li proposa matrimoni; la Peach es veu obligada a acceptar després que amenaci de torturar en Toad. Mario i Donkey Kong escapen de l'anguila muntant un coet al kart i lluiten contra l'exèrcit d'en Bowser camí al casament.
A la recepció del casament, en Bowser té la intenció de sacrificar en un ritual tots els seus presoners tirant-los a lava. En Toad amaga una flor de gel al ram de la Peach, qui congela en Bowser i, juntament amb en Mario i en Donkey Kong, alliberen els presoners. En Bowser se n'allibera i decideix usar un Bomber Bill per destruir el castell de la Peach com a venjança, però en Mario el desvia cap a la canonada que li havia enviat al Regne dels Xampinyons, fent que el castell d'en Bowser sigui transportat a Brooklyn. Mentre lluiten contra en Bowser, en Mario i en Luigi agafen la superestrella, es tornen invencibles i derroten els Koopas. Bowser s'encongeix amb un Xampinyó blau i és empresonat en una ampolla. En Mario i en Luigi s'instal·len al Regne dels Xampinyons, amb una canonada per tornar a Brooklyn quan calgui.
En una escena posterior als crèdits, es veu un ou de Yoshi eclosionant a les clavegueres de Brooklyn.

## Repartiment
| Personatge  | Veu en anglès            | Veu en català         |
| ----------- | ------------------------ | --------------------- |
| Mario       | Chris Pratt              | Ivan Labanda          |
| Peach       | Anya Taylor-Joy          | Carla Mercader        |
| Luigi       | Charlie Day              | Pep Papell            |
| Bowser      | Jack Black               | Ramon Canals          |
| Toad        | Keegan-Michael Key       | Albert Trifol Segarra |
| Donkey Kong | Seth Rogen               | David Janner          |
| Cranky Kong | Fred Admeisen            | Toni Sevilla          |
| Kamek       | Kevin Michael Richardson | Juan Antonio Bernal   |

A més a més, tant en la versió original com en la catalana, Charles Martinet, qui dona veu a Mario i Luigi als jocs de Mario, dona veu al pare dels germans i a en Giuseppe, un ciutadà de Brooklyn que s'assembla a l'aparença original d'en Mario a Donkey Kong.

## Producció

### Desenvolupament
Després del fracàs crític i comercial de l'adaptació cinematogràfica de Super Mario Bros. de 1993, l'empresa japonesa de videojocs Nintendo es va mostrar reticent de llicenciar les seves propietats per a adaptacions cinematogràfiques. Segons el creador de Mario, Shigeru Miyamoto, la idea d'una nova pel·lícula va sorgir de portar els seus jocs més antics a la consola virtual i altres serveis; aquestes transicions van necessitar temps per a l'empresa i Miyamoto va reconèixer que "el nostre negoci de contingut podria desenvolupar-se encara més si poguéssim combinar el nostre estimat programari amb el dels actius de vídeo i utilitzar-los junts durant períodes prolongats". Miyamoto sabia que el procés de fer una pel·lícula era molt diferent del de fer un videojoc i volia que un expert en cinema liderés l'esforç.
Després del pirateig de Sony Pictures el novembre de 2014, es van publicar correus electrònics entre el productor Avi Arad, la cap de l'estudi Amy Pascal, el cap de TriStar Pictures, Tom Rothman, i la presidenta de producció de Sony Pictures Animation, Michelle Raimo Kouyate, que revelaven que Sony havia estat intentant comprar els drets de la pel·lícula durant diversos anys. Arad va visitar Nintendo a Tòquio els mesos de febrer i juliol de 2014 per intentar aconseguir un acord. A l'octubre, va enviar un correu electrònic a Pascal i va dir que havia tancat l'acord amb Nintendo. Pascal va suggerir reclutar el director de l'Hotel Transsilvània, Genndy Tartakovsky, per ajudar a desenvolupar el projecte, mentre que Kouyate va dir que podria "pensar en 3-4 pel·lícules de seguida" i va expressar l'esperança de "construir un imperi Mario". No obstant això, després que els correus electrònics es filtressin, Arad va negar que s'hagués fet un acord i va afirmar que les negociacions només havien començat. BuzzFeed News va assenyalar que els correus electrònics no tenien en compte els possibles conflictes amb la germana corporativa de Sony Pictures, Sony Interactive Entertainment, un dels principals competidors de Nintendo.
A través del treball de Nintendo amb Universal Parks & Resorts per crear atraccions basades en Mario, que després va donar lloc a Super Nintendo World, Miyamoto va conèixer Chris Meledandri, fundador de la divisió d'animació Illumination d'Universal Pictures. Miyamoto va trobar el procés creatiu de Meledandri semblant al seu i va pensar que seria el protagonista adequat per a una pel·lícula de Mario. El 2016 havien iniciat discussions més serioses, sabien que si creien que no funcionaria, podrien marxar fàcilment. El novembre de 2017, van sorgir informes que Nintendo estava col·laborant amb Universal i Illumination per fer una pel·lícula d'animació de Mario. El llavors president de Nintendo, Tatsumi Kimishima, va aclarir que no s'havia concretat un acord, però que aviat arribaria un anunci. Kimishima esperava que si l'acord tenia èxit, seria possible una data de llançament el 2020.
Al gener de 2018, Nintendo va anunciar que la pel·lícula estaria coproduïda per Miyamoto i Meledandri. Meledandri va dir que la pel·lícula era una "prioritat" per a Illumination i que probablement sortiria el 2022. Va afegir que Miyamoto estaria "al davant i al centre" durant la producció. El gener de 2020, el president de Nintendo, Shuntaro Furukawa, va declarar que "avançava sense problemes" amb una data d'estrena prevista per al 2022. Furukawa també va dir que Nintendo seria propietaria dels drets de la pel·lícula, i tant Nintendo com Universal la finançarien.

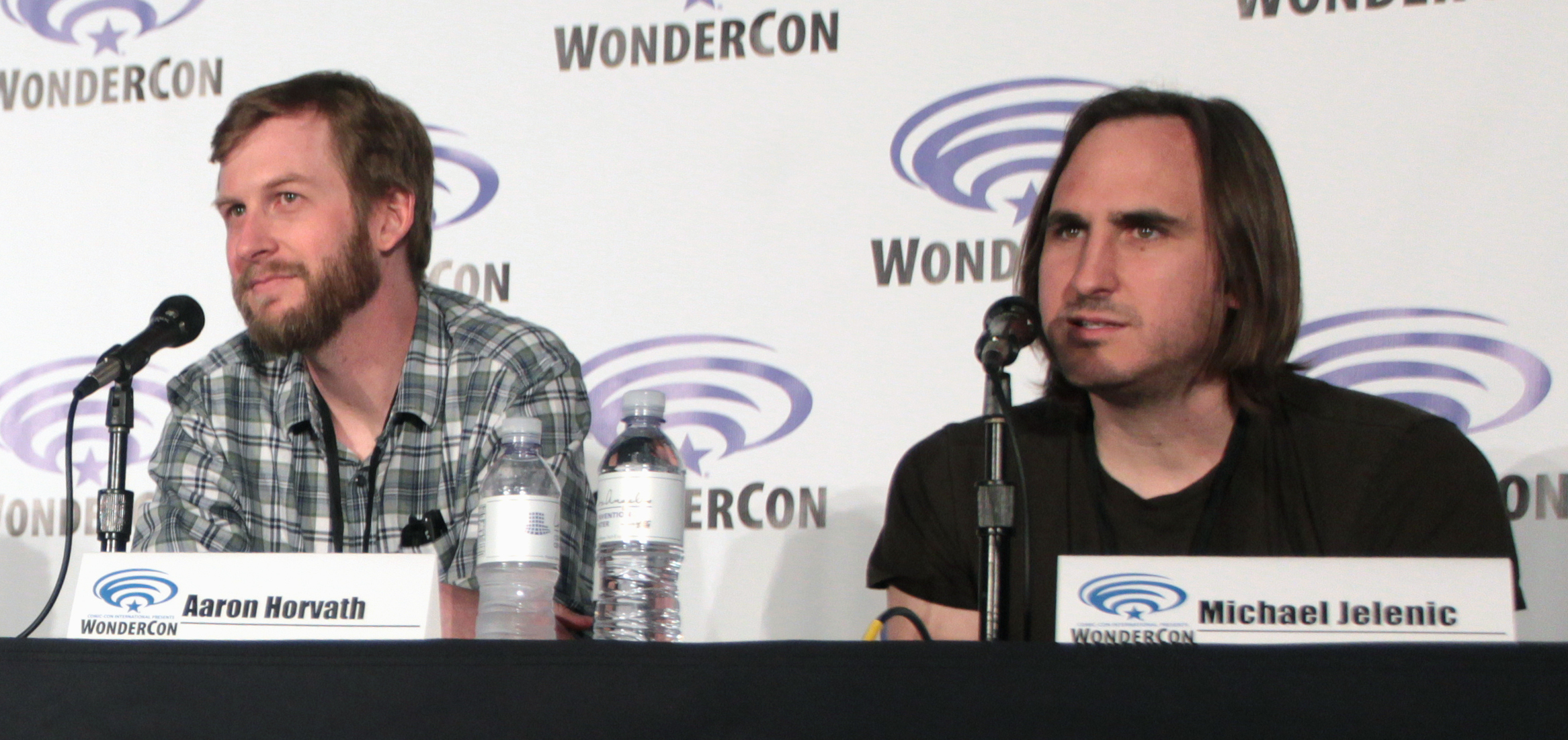
Els directors Aaron Horvath i Michael Jelenic

L'agost de 2021, va sorgir que els creadors de Teen Titans Go! Aaron Horvath i Michael Jelenic estaven dirigint la pel·lícula després del descobriment del perfil de LinkedIn d'un animador d'Illumination que incloïa la pel·lícula a la seva llista. Després de l'anunci complet del càsting, es va confirmar que Horvath i Jelenic dirigirien, amb Matthew Fogel com a guionista després d'haver escrit prèviament Minions: L'origen de Gru. Segons Khary Payton, que ha col·laborat amb Horvath i Jelenic en diversos projectes a Warner Bros. Animation, el duet va volar als Illumination Studios de París un mes després de l'estrena del seu primer llargmetratge, Teen Titans Go!, el setembre de 2018.
El setembre de 2022, a la New York Comic Con es va anunciar que el tràiler de la pel·lícula seria llançat el 6 d'octubre de 2022; l'anunci va revelar formalment el títol de la pel·lícula, The Super Mario Bros. Movie. Poc després, Ed Skudder, que abans va treballar amb Horvath a Unikitty!, va confirmar que va treballar com a cap de la història de la pel·lícula.

### Guió
Jelenic i Horvath volien que el seu treball a la pel·lícula fos el contrari de l'"irreverent" Teen Titans Go!, amb l'objectiu de desenvolupar una adaptació fidel als jocs, alguna cosa cap dels dos no haguessin fet abans, així com quelcom "més cinematogràfic" i "més emotiu". "Quan la gent probablement va sentir per primera vegada els nostres noms adjuntats a la pel·lícula, esperaven que faríem el tractament de Teen Titans Go! a Mario", va dir Jelenic. "Però cada projecte al qual arribem, fem noves eleccions depenent del públic al qual va dirigit." Horvath va afirmar que Nintendo es va implicar en tots els aspectes de la producció, "des de la història fins al desenvolupament visual de l'animació."
El duet volia que la pel·lícula servís com a "història d'origen" per en Mario i en Luigi, optant per retratar-los com a "nois de coll blau" centrant-se en els seus antecedents anteriors com a lampistes italoamericans de Brooklyn. També volien reflectir com els jugadors guanyen als jocs en no rendir-se malgrat cometre errors, convertint això en un tret característic de Mario a la pel·lícula. Es va optar per intercanviar els papers de la princesa Peach i en Luigi dels jocs, seria la Peach qui ajudaria a en Mario a rescatar un Luigi segrestat, perquè consideraven que tenir-los en els seus papers originals era "massa senzill". Es van inspirar en Super Mario 3D World (2013) i la seva representació de la Peach com un personatge jugable, van afirmar que volien centrar-se en el seu paper com a monarca del Regne dels Xampinyons i "la força que hauria de tenir aquesta persona per protegir-los [els xampinyons.]". Per fer en Bowser, "vam decidir que fes por, però per l'altre banda, en Bowser és algú vulnerable i divertit."

### Càsting
Mig: Jack Black, Keegan-Michael Key i Seth Rogen donen veu a en Bowser, en Toad i en Donkey Kong, respectively.
El febrer de 2021, l'actor de veu de Mario, Charles Martinet, va dir que la possibilitat de repetir el seu paper a la pel·lícula seria una "cosa meravellosa" i que si li demanessin, "entraré i jugaré amb molta alegria i felicitat." L'agost de 2021, Sebastian Maniscalco va revelar que donava veu a Spike, el cap de Mario i Luigi del joc Wrecking Crew (1985).
Durant una presentació de la Nintendo Direct el setembre de 2021, Shigeru Miyamoto va anunciar que Chris Pratt, Anya Taylor-Joy, Charlie Day, Jack Black, Keegan-Michael Key, Seth Rogen, Kevin Michael Richardson, Fred Armisen i Maniscalco encapçalarien el repartiment de veu i que Martinet apareixeria en "cameos sorpresa". L'anunci va ser rebut amb una reacció mixta dels fans; mentre que alguns van donar la benvinguda a la idea que actors famosos donessin veu als personatges, d'altres van qüestionar i criticar les eleccions, en particular Pratt com a Mario en comptes de Martinet (que ha donat veu al personatge des de 1991) o un actor italià.
Meledandri va dir que Pratt no donaria veu a Mario amb un fort accent italià com ha fet tradicionalment Martinet. L'actor de veu Khary Payton va descriure la veu original de Pratt durant la producció com un "noi italià de Nova York" i un "cosí dels Soprano", però l'accent es va descartar perquè sonava massa semblant al personatge de Tony Soprano. L'actriu de veu Tara Strong va criticar el càsting de Pratt i va expressar la seva preferència perquè Martinet donés la veu a Mario, lamentant a Twitter el que va descriure com el menyspreu de Hollywood dels actors de veu professionals. En resposta a les crítiques del càsting de Pratt, Horvath va declarar: "Per a nosaltres, tenia un sentit total. És molt bo interpretant a un heroi de coll blau amb molt de cor. Per la manera com es caracteritza en Mario a la nostra pel·lícula és perfecte." Pratt va reconèixer la "base de fans apassionada" del personatge i que la veu tradicional d'en Mario era "la banda sonora dels joves [de fans]. No vols que vingui algú i la destrueixi cínicament com si fos un robatori en una pel·lícula. Ho entenc perfectament. No vols que això passi". Pel que fa a la seva pròpia interpretació vocal, va animar el públic a "vina a veure la pel·lícula. Mira la pel·lícula […] i després podrem parlar".
Charlie Day originalment va expressar Luigi amb un accent novaiorquès similar a la pel·lícula Un dels nostres durant la producció. L'accent es va descartar quan els directors li van dir que sonava massa semblant a la pel·lícula de gàngsters, a la qual cosa Day va respondre al canvi dient: "D'acord! Crec que estàs equivocat, però bé!". Els detalls de la trama es van mantenir en secret per als actors durant la gravació, segons Day, que va assenyalar que havia d'enregistrar els seus diàlegs de moltes maneres diferents, després de la qual, els directors van seleccionar la versió que creien que seria més adequada per a la pel·lícula.
Després de l'estrena del tràiler, tant Payton com Eric Bauza van confirmar les seves parts a la pel·lícula; Payton dona la veu al Rei Pingüí i Bauza al General Toad. Durant la pandèmia de la COVID-19, Payton va gravar les seves línies a casa seva, tot i que no estava segur de si apareixeria a l'edició final.
En resposta a la reacció que va rebre per utilitzar la seva veu de parla normal per retratar Donkey Kong, Rogen va dir a Kotaku: "Tenia molt clar que no faria veus" i "Si vols que estigui en aquesta pel·lícula, llavors sonarà com soc jo i ja està. Aquest va ser el principi i el final d'aquesta conversa". Va afegir a més: "Crec que a la pel·lícula i al joc, tot el que sembla saber sobre Donkey Kong és que llança barrils i no li agrada gaire en Mario. I amb això vaig córrer".
Després de l'estrena de la pel·lícula, Michael McWhertor de Polygon va assenyalar que Martinet havia fer cameos a la pel·lícula com el pare dels germans, així com un ciutadà de Brooklyn anomenat Giuseppe, aquest últim utilitza frases dels videojocs. Giuseppe parla amb els germans sobre el seu ús d'accents italians exagerats en un anunci de televisió per al seu negoci de fontaneria durant una escena inicial, manifestant amb impaciència la seva aprovació i explicant així l'absència d'accents italians per a la resta de la pel·lícula.

### Animació i disseny
La pel·lícula va ser animada pels Illumination Studios a París. La producció estava en marxa el setembre de 2020, i el treball d'animació va acabar l'octubre de 2022. Jelenic va declarar que Illumination va actualitzar la seva tecnologia d'il·luminació i renderització per a la pel·lícula, Meledandri va afirmar que "va empènyer les capacitats tècniques i artístiques [de l'estudi] a nous nivells".
Jelenic i Horvath volien que l'animació fes malabarisme amb l'animació estilitzada amb el realisme, Horvath va afirmar que "hi ha moments de dibuixos divertits, però […] volíem que semblés com una gran pel·lícula d'aventures i que hi hagués molt en joc i potser que cus penséssiu que els personatges podien morir, vam utilitzar un volum constant als personatges per fer-los sentir una mica realistes." Per als karts que apareixen a la pel·lícula, els directors van treballar amb un artista de disseny de vehicles i artistes de Nintendo per crear karts que s'ajustessin a la seva representació a la pel·lícula mentre s'inspiraven en la seva representació als jocs de Mario Kart.
En una entrevista a GameSpot, Horvath va dir que ell i Jelenic van adoptar un "enfocament de gran èxit" quan van fer Super Mario Bros.: La pel·lícula. Va afirmar: "Per a mi, aquesta és una pel·lícula que fa 40 anys que es fa, i sempre he considerat Mario més com un joc d'acció. Els personatges semblen còmics, però la història sempre té molt de joc. He de salvar la princesa o salvar el món o el que sigui. Així que volíem reflectir aquesta sensibilitat d'acció". Els dos van portar artistes que coneixien de la televisió i van treballar estretament amb ells per elaborar les seqüències d'acció de la pel·lícula. Skudder en particular va ser crucial per fer l'acció, especialment la seqüència de la carretera de l'arc de Sant Martí. Segons Jelenic i Horvath, Skudder va passar mesos treballant en la seqüència, que també van descriure com la més difícil tècnicament. La carretera en si era un efecte visual, i cada presa d'ella havia de passar pel departament d'efectes visuals, que consumia molt de temps i era car.
El disseny de Donkey Kong es va canviar per primera vegada des del videojoc Donkey Kong Country (1994). Per al seu nou disseny, els artistes van incorporar elements tant del seu disseny modern com del seu disseny original des de la seva aparició debut a Donkey Kong (1981). Per a la família de Mario, Horvath i Jelenic van rebre els primers dissenys de Mario per Nintendo per utilitzar-los com a referència; van acabar utilitzant versions lleugerament alterades d'aquests dissenys a la pel·lícula final.

### Música
Durant una presentació de Nintendo Direct a l'octubre de 2022, Meledandri va confirmar que Brian Tyler havia de compondre la banda sonora de la pel·lícula. Tyler va treballar estretament amb el compositor de Mario Koji Kondo per incorporar temes dels jocs a la partitura. Va descriure la composició com a "gran", amb una orquestra, cor i bandes, així com "instruments italians, acordions, tambors en directe, mandolines […] veus humanes xiulant" i "sons de vuit bits". Les sessions d'enregistrament de la partitura van començar el 17 d'octubre de 2022 a l'Eastwood Scoring Stage de Warner Bros. La mescla de so va tenir lloc a Skywalker Sound, on Kondo i Miyamoto van respondre positivament a una suite de quinze minuts de nous temes que Tyler havia escrit. La música de la pel·lícula fa referència a leitmotivs de Super Mario Bros. 3, Super Mario 64 i Super Mario 3D Land, entre altres jocs de Mario.
Les cançons de Jack Black i Keegan-Michael Key van ser improvisades. Black Hydra va compondre la música del seu tràiler oficial, anomenat "Super Mushroom", basat en el tema de Super Mario Bros. L'instrumental es va publicar el 30 de novembre de 2022 a YouTube.
En un vídeo de març de 2023, Seth Rogen va compartir que Donkey Kong es presenta a la pel·lícula acompanyat del tema musical de Donkey Kong 64, el "DK Rap", compost per Grant Kirkhope. A diferència de les cançons amb llicència que es van utilitzar a la pel·lícula, Kirkhope no apareix pel "DK Rap" als crèdits finals, un descuit que el compositor va trobar decebedor.
Jack Black va coescriure la cançó "Peaches" (en català, Peachy), on Bowser professa el seu amor per la princesa Peach, juntament amb els directors, l'editor Eric Osmond i el productor de cançons John Spiker. Que Bowser interpretés una cançó d'amor va ser la idea de Black. "Peaches" es va estrenar el 7 d'abril de 2023, amb un vídeo musical dirigit per Cole Bennett. Segons Black, va ser filmat en poques hores. En el seu llançament inicial, "Peaches" va aparèixer al número 61 de la llista de reproducció d'iTunes. Més tard, va aparèixer al Billboard Hot 100, arribant a la posició 83.

## Màrqueting
El 6 d'octubre, en un directe d'una presentació de Nintendo Direct es va presentar el primer teaser. En un breu període de preguntes i respostes després de la revelació del tràiler a la New York Comic Con, Jack Black va declarar que "Bowser té un costat musical", fent broma d'un tema per al personatge. El tràiler va rebre més de tres milions de visualitzacions en 24 hores. En general, els periodistes van elogiar les imatges i el to del tràiler, així com les actuacions de Black and Key com Bowser i Toad. No obstant això, l'actuació de Pratt com a Mario es va descriure com una manca d'emoció i un son massa semblant a la seva veu de parla normal. Vic Hood de TechRadar va notar un lleuger accent novaiorquès a les línies de Mario, anomenant-ho un possible retrocés a les representacions de Mario en mitjans nord-americans com The Super Mario Bros. Super Show! i la pel·lícula de 1993, abans que Charles Martinet debutés com a actor de veu oficial del personatge a Mario's Game Gallery on va parlar amb diàlegs complets durant llargs períodes. En un butlletí de The Guardian, la resposta a la veu de Pratt es va comparar amb la reacció en contra al primer tràiler de Sonic the Hedgehog.
El 29 de novembre es va mostrar el primer tràiler oficial en un Nintendo Direct. Les reaccions del públic encara van ser molt favorables, encara que el discurs en línia va continuar centrant-se en l'actuació de Pratt com a Mario.
El 9 de desembre, el primer clip de la pel·lícula, que mostrava a Toad guiant a Mario pel Regne dels Xampinyons i fins a l'entrada del castell de Peach, es va revelar als The Game Awards 2022. Ash Parrish de The Verge va comentar: "Malgrat l'escepticisme que envolta l'actuació de Chris Pratt com a Mario, les imatges de la pel·lícula, i no puc subratllar prou, només les imatges, semblen increïbles".
El 29 de gener de 2023, es va publicar un clip de previsualització de la pel·lícula durant el Campionat de la NFC. Alguns llocs de notícies d'entreteniment van assenyalar l'addició del "riure icònic" de Rogen que s'escolta com a Donkey Kong al clip. Emma Roth de The Verge va comentar: "Estic gratament sorprès de com la seva veu (i el riure) s'adapta al personatge", mentre que Luke Plunkett de Kotaku va comentar: "Seth Rogen ha estat contractat per... només ser Seth Rogen".
El 12 de febrer de 2023 es va estrenar un anunci de la pel·lícula durant el Super Bowl LVII, amb una interpretació del tema del títol de The Super Mario Bros. Super Show!. També es va publicar un lloc web corresponent que apareixia al tràiler, que anuncia el servei de fontaneria de Super Mario Bros. de la pel·lícula com si fos, segons Plunkett, "... una petita empresa en dificultats que dona servei a les zones de Brooklyn i Queens".

## Estrena
La pel·lícula de Super Mario Bros. es va estrenar als cinemes als Estats Units el 5 d'abril de 2023 i el 28 d'abril al Japó, tant en formats habituals com en IMAX 2D i 3D. En un principi estava previst que s'estrenés el 21 de desembre de 2022 i el 7 d'abril de 2023. El 28 de febrer de 2023, es va anunciar que la pel·lícula s'estrenaria dos dies abans, en la seva data actual, a més de 60 països, mantenint la data del 28 d'abril per al Japó i afirmant que hi haurà mercats addicionals durant els mesos d'abril i maig. Es va llançar a més de 65 països en dates que van del 5 al 7 d'abril. A Corea del Sud l'estrena va ser el 26 d'abril i a Polònia el 26 de maig.

## Recepció

### Crítica
Al lloc web de ressenyes de pel·lícules Rotten Tomatoes, el 59% de les 256 crítiques són positives, amb una valoració mitjana de 5,7/10. El consens del lloc web diu: "Encara que no és ni de lluny tan emocionant com trepitjar tortugues per aconseguir 128 vides, Super Mario Bros.: La pel·lícula és una colorida, encara que poc argumentada, aventura animada que té tants Nintendos com Nintendoners". Metacritic, que utilitza una mitjana ponderada, va assignar a la pel·lícula una puntuació de 46 sobre 100, basada en 52 crítics, indicant "crítiques mixtes o mitjanes". En canvi, la resposta del públic va ser significativament més positiva; la pel·lícula va obtenir una puntuació d'audiència "gairebé perfecta" del 96% a Rotten Tomatoes. El públic enquestat per CinemaScore va donar a la pel·lícula una nota mitjana de "A" en una escala d'A+ a F, mentre que el 94% dels enquestats per PostTrak li van donar una puntuació positiva, amb un 82% que va dir que la recomanarien.
Ross Bonaime de Collider va fer una crítica positiva i va escriure: "Òbviament, la pel·lícula de Super Mario Bros. és en molts aspectes un anunci de llargmetratge de Nintendo com a marca. Tanmateix, Jelenic, Horvath i [F]ogel fan que això se senti més com un treball d'amor, ja que se'ls ha donat les claus del Regne (dels Xampinyons) i se'ls permet fer-ho tot amb el que qualsevol fan voldria veure en una pel·lícula com aquesta. En molts sentits, la pel·lícula recorda a En Ralph, el destructor i l'alegria que va sorgir en veure aquests personatges a la pantalla." A la secció Agenda de The San Francisco Chronicle, Zaki Hasan va dir que li agradaven les imatges, però sentia la forta adhesió de la pel·lícula a i les nombroses referències als jocs la van deixar mancada de narrativa, i que es va esforçar massa per evitar els fracassos de la pel·lícula de 1993, anomenant-la "una peça suaument eficient de gestió de la marca".
Tom Jorgensen d'IGN va fer una crítica generalment positiva. Va elogiar l'energia de la pel·lícula, la seva partitura musical malgrat la inclusió de cançons pop "calçades" i les seves imatges per posar un "llistó molt alt". Va criticar alguns arcs de personatges per estar poc desenvolupats. Jorgensen va criticar lleugerament l'intent de Pratt i Day d'accents de Nova York per a Mario i Luigi, ja que "segurament no em portarà cap elogi de la bona gent de Brooklyn" i va declarar: "Sens dubte, hi ha hagut un aplanament de les qualitats més dibuixades". No obstant això, va aplaudir els actors per encarnar l'heroisme de cada personatge i per un lliurament fonamentat que "s'equilibra bé amb els fantàstics adorns del Regne dels Xampinyons". Jorgensen va elogiar l'actuació de Black com a Bowser per ser "destacada" i encaixar amb el personatge.
Kyle Anderson de Nerdist va celebrar l'animació per la precisió del seu joc i va qualificar Illumination "l'opció perfecta per fer pel·lícules de Mario", però va opinar que "aquells que esperen alguna cosa semblant a The Lego Movie podrien quedar una mica freds" a causa de la manca d'una trama fora del ritmes principals donat el curt temps de durada de la pel·lícula. Soren Andersen de The Seattle Times va comentar que, mentre que la pel·lícula va aconseguir atreure la base de fans de Mario creant la sensació d'estar dins d'un videojoc, va trobar que els personatges mancaven de personalitat i va criticar les seves interpretacions de veu, remarcant: "... Tothom s'expressa amb la veu alta, el so i la fúria no signifiquen gaire cosa". Brian Tallerico de Roger Ebert, un fan autodenominat de tota la vida, va escriure que les actuacions vocals eren "uniformement mediocres", i que la pel·lícula és "la més sense ànima fins ara" d'Illumination i "no reflecteix gens la creativitat de la franquícia". Katie Walsh del Los Angeles Times va aplaudir la pel·lícula pel seu humor i animació "al·lucinant". Va elogiar l'actuació de Black com a Bowser, però va criticar tant les interpretacions principals de Pratt com Day de Mario i Luigi com "tan poc destacables que podria haver estat qualsevol".